# EPrix Curychu
ePrix Curychu (anglicky: Zürich ePrix) je jedním ze závodů šampionátu vozů Formule E, pořádané Mezinárodní automobilovou federací. Místem konání je městská trať Zürich Street Circuit v Curychu, městě ve Švýcarsku.

## Vítězové ePrix Curychu

### Vítězové v jednotlivých letech
| Rok  | Jezdec          | Konstruktér | Trať                  | Výsledky |
| ---- | --------------- | ----------- | --------------------- | -------- |
| 2018 | Lucas di Grassi | Audi        | Zürich Street Circuit | Výsledky |